# Luc Marius Ibriga
Luc Marius Ibriga, né le 27 septembre 1956 à Korhogo en Côte d’Ivoire et mort le 25 décembre 2022 à Ouagadougou, est un juriste et homme d’État burkinabé.  
Enseignant de droit à l’université Joseph-Ki Zerbo, il est le président de l’autorité supérieure de contrôle de l’État.

## Biographie

### Enfances et études
Luc Marius Ibriga est né le 27 septembre 1956 à Korhogo au nord de la Côte d'Ivoire. Il y grandit. Après son baccalauréat, il rentre au Burkina Faso, son pays natal. Il y fait des études universitaires. En 1980 et en 1981, il obtient successivement une Maitrise et un DEA de droit public à l'Université de Pau et des pays de l'Adour en France. Il termine ses études diplômantes par l'obtention d'un doctorat de droit public soutenu sur L’évolution des systèmes d’intégration en Afrique Occidentale Francophone : le cas de la CEAO.

### Carrière
Luc Marius Ibriga entre à la faculté de droit de l'Université Thomas SANKARA (ex Université Ouaga 2) comme enseignant-Chercheur de Droit en 1995. Il y enseigne entre autres l'introduction à l'étude du droit en licence 1, le droit communautaire et les négociations internationales en licence 3, le droit communautaire institutionnel au DEA du droit de l'intégration, le droit communautaire approfondi au Master de droit international public, théorie des organisations internationales à l'institut des hautes études internationales.
En 1998, à l’ouverture du troisième cycle professionnel droit des Entreprises au sein de la Faculté de Droit et de Sciences Politiques, il a été le chef de l’option Droit International économique et commercial qui a délivré les premiers Diplômes d’Études Supérieures Spécialisées en droit international économique. 
Dès 2004, à l'ouverture du 3e cycle à l'UFR/SJP, beaucoup de jeunes ont appris à ses côtés des cours de méthodologie juridique en DEA de droit public. 
Chef du département droit public de l’UFR/SJP, il fut membre de diverses sociétés savantes[source secondaire souhaitée] telles que le Centre Émile Noël pour l’intégration.
Depuis 1992, il a enseigné dans d'autres universités privées du Burkina Faso. Notamment, il a enseigné le droit aux étudiants de l'Université Saint Thomas d’Aquin (USTA), Université Catholique d’Afrique de l’Ouest –Unité Universitaire de Bobo-Dioulasso (UCAO-UUB) et École Nationale d’Administration et de Magistrature (ENAM).
Il est par ailleurs de 1992 à 2013 enseignant invité au Mali, au Niger, en Côte d'Ivoire, au Sénégal, au Bénin, au Togo, en Belgique et en France. Il a suivi et encadré plusieurs mémoires de DEA et de Master. 
Expert juriste, il fut associé à la réalisation d'études au sein de plusieurs institutions nationales et internationales[source secondaire souhaitée] telles l’UEMOA, le CILSS et la Communauté Sahélo-Saharienne (CEN-SAD), l’Autorité du Liptako-Gourma. Il fut également consultant auprès de plusieurs ONG[source secondaire souhaitée] et association comme le Labo citoyenneté, le NDI, l’Ambassade du Danemark, Aide et action internationale.
Il est nommé, en 2014, président de l'autorité supérieur de contrôle de l'État,,.

### Mort
Luc Marius Ibriga meurt le 25 décembre 2022 à Ouagadougou.

## Principales publications

### Ouvrages
- Constitutions Burkinabè : texte et commentaires (en collaboration avec Amidou Garane), Bruxelles, éditions Boland, 2001, 174 p. ;
- Précis de droit constitutionnel et d’institutions politiques (en collaboration avec le Pr. Augustin Loada), Ouagadougou, Presses Africaines, 2007, 655 p. ;
- Précis de droit communautaire Ouest-africain (en collaboration avec le Dr Abou Saïb Coulibaly), Ouagadougou, Presses Africaines, 2008, 510 p. ;
- Introduction à l’étude du droit, Ouagadougou, Sankofa & Gurli Éditions, 2010, 295 p.
- L'architecture de paix et de sécurité en Afrique, bilan et perspective, (sous direction partagée avec Matthieu Fau-Nougaret, L'Harmattan, 2014, 318 p.

### Articles
- “ Problématique institutionnelle de l’intégration économique régionale : Essai de définition d’un cadre juridique efficient ”, Revue Burkinabè de Droit n° 24, 2e semestre 1993, pp. 207-223 ;
- “ Le statut des ONG du Sud : réalités, problèmes et enjeux. Analyse à partir du cas burkinabè ”, ONG et développement – société, économie, politique, sous la direction de J. P. Deler et al, Paris, éditions Karhala, 1998, pp. 501-512 ;
- « Le statut juridique des ONG en droit burkinabè : actualité et perspectives », Revue Burkinabè de Droit, n° 36 du second semestre 1999, pp.195-214 ;
- « Le problème de la compatibilité entre l’UEMOA et la CEDEAO », La libéralisation de l’économie dans le cadre de l’intégration régionale : le cas de l’UEMOA, sous la direction de Pierre MEYER (actes du colloque des 16 et 17 décembre 1999 organisé par le CEEI), Ouagadougou, Publication du CEEI n° 3, 2001, pp.198-227.
- « L’application des droits communautaires UEMOA et OHADA par le juge national » (en collaboration avec le Pr Filiga Michel Sawadogo), publié sur le site : http://www.juriscope.org/actu_juridiques/doctrine/UEMOA ;
- « La juridictionnalisation des processus d’intégration en Afrique de l’Ouest », publié sur le site : http://www.institut-idef.org, 2006.